# Pellenes tocharistanus
Pellenes tocharistanus är en spindelart som beskrevs av Jekaterina Michajlovna Andrejeva 1976. Pellenes tocharistanus ingår i släktet Pellenes och familjen hoppspindlar. Inga underarter finns listade i Catalogue of Life.